# Wan Zawawi
Wan Zawawi (11 aprile 1949 – Kuantan, 17 novembre 2017) è stato un calciatore malaysiano, di ruolo attaccante.

## Carriera

### Club
Tra il 1969 ed il 1978 ha giocato in patria in prima divisione con il Kelantan.

### Nazionale
Ha giocato tre partite nei Giochi Olimpici del 1972, segnando anche un gol nella partita vinta per 3-0 dalla sua nazionale contro gli USA il 29 agosto 1972 ad Ingolstadt. Successivamente nel 1973 ha giocato tre partite contro Thailandia, Israele e Hong Kong, valevoli per le qualificazioni ai Mondiali del 1974, ai quali la Malaysia non si è qualificata.